# Cigîrleni, Ialoveni
Cigîrleni este un sat din raionul Ialoveni, Republica Moldova.

## Geografie
Localitatea este situată la altitudinea de 99 metri față de nivelul mării. Distanța pînă la orașul Ialoveni este de 29 km; până la Chișinău 35 km.

## Istorie
Satul Cigîrleni este atestat documentar pentru prima dată în 1569:
„Ispisoc din leat 7077 <1569>, a răposatului domn Bogdan vodă, în care ispisoc arată că întărește pe ispisocul lui Ștefan vodă, din 7010 <1502> și arată că moșia Râzenii să hotărăște pe din gios cu moșia Scripițenii a mănăstirii lui Sfeti Ioan, iar pe din sus se hotărăște cu delnița lui Mațgros, care delniță a lui Mațgros este în mijloc, între moșia Râzănii și între Cigărlenii, ce disparte pe Cigărleni de Râzeni.”

## Demografie
La recensământul din 2004, populația satului era de 2.424 de locuitori.

### Structura etnică
Structura etnică a localității conform recensământului populației din 2004:
| Grup etnic                                               | Populație | % Procentaj  |
| -------------------------------------------------------- | --------- | ------------ |
| Băștinași declarați Moldoveni Băștinași declarați Români | 2.411 13  | 99,46% 0,54% |
| Total                                                    | 2.424     |              |

## Administrație și politică
Componența Consiliului local Cigîrleni (11 consilieri), ales la 5 noiembrie 2023, este următoarea:
|  | Partid                                        | Consilieri | Componență | Componență | Componență | Componență | Componență | Componență | Componență | Componență | Componență |
|  | --------------------------------------------- | ---------- | ---------- | ---------- | ---------- | ---------- | ---------- | ---------- | ---------- | ---------- | ---------- |
|  | Partidul Dezvoltării și Consolidării Moldovei | 9          |            |            |            |            |            |            |            |            |            |
|  | Partidul Acțiune și Solidaritate              | 2          |            |            |            |            |            |            |            |            |            |

## Hramul satului
Hramul satului Cigârleni este marcat pe 14 octombrie, (Procoavele) Acoperemântul Maicii Domnului.

## Galerie de imagini

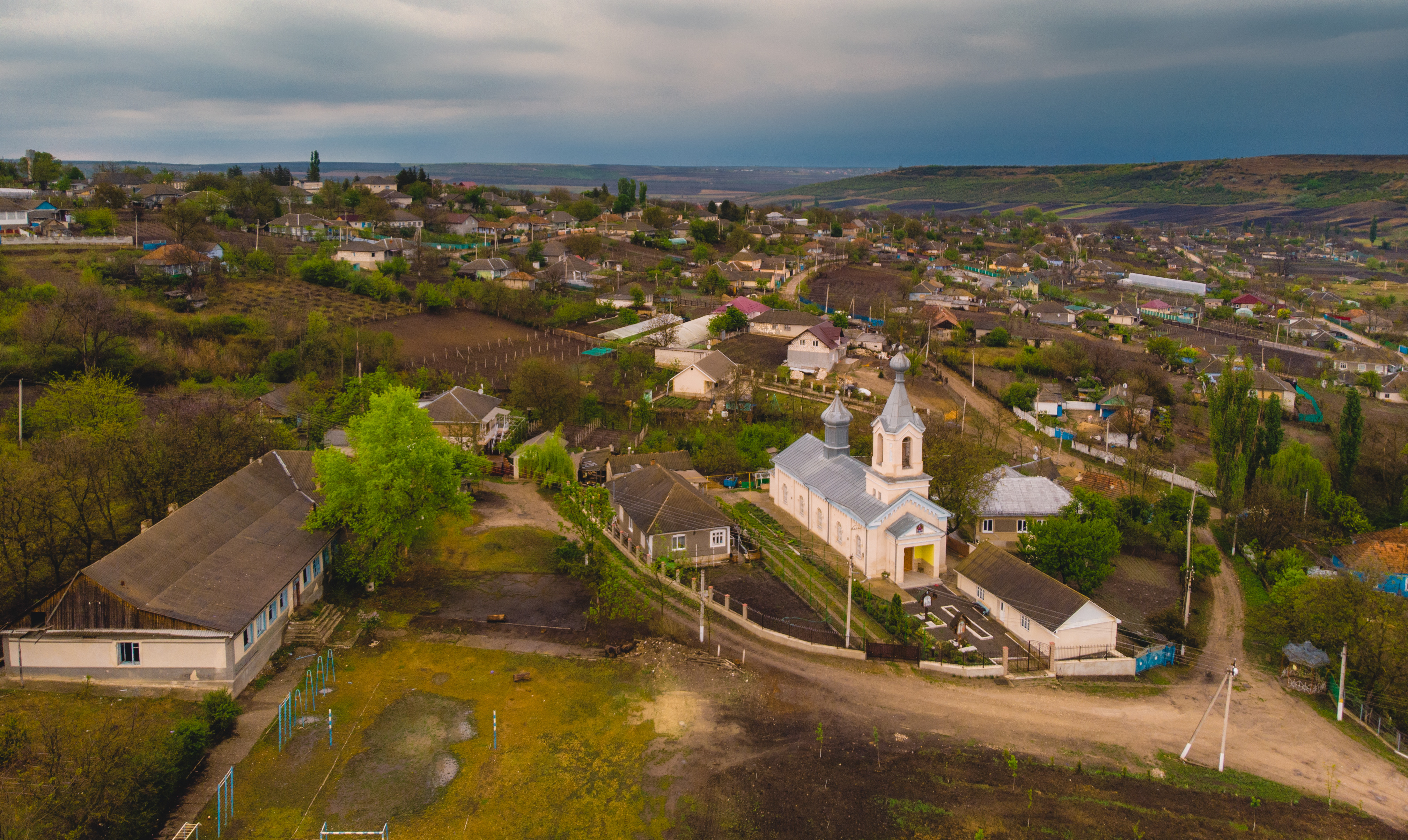
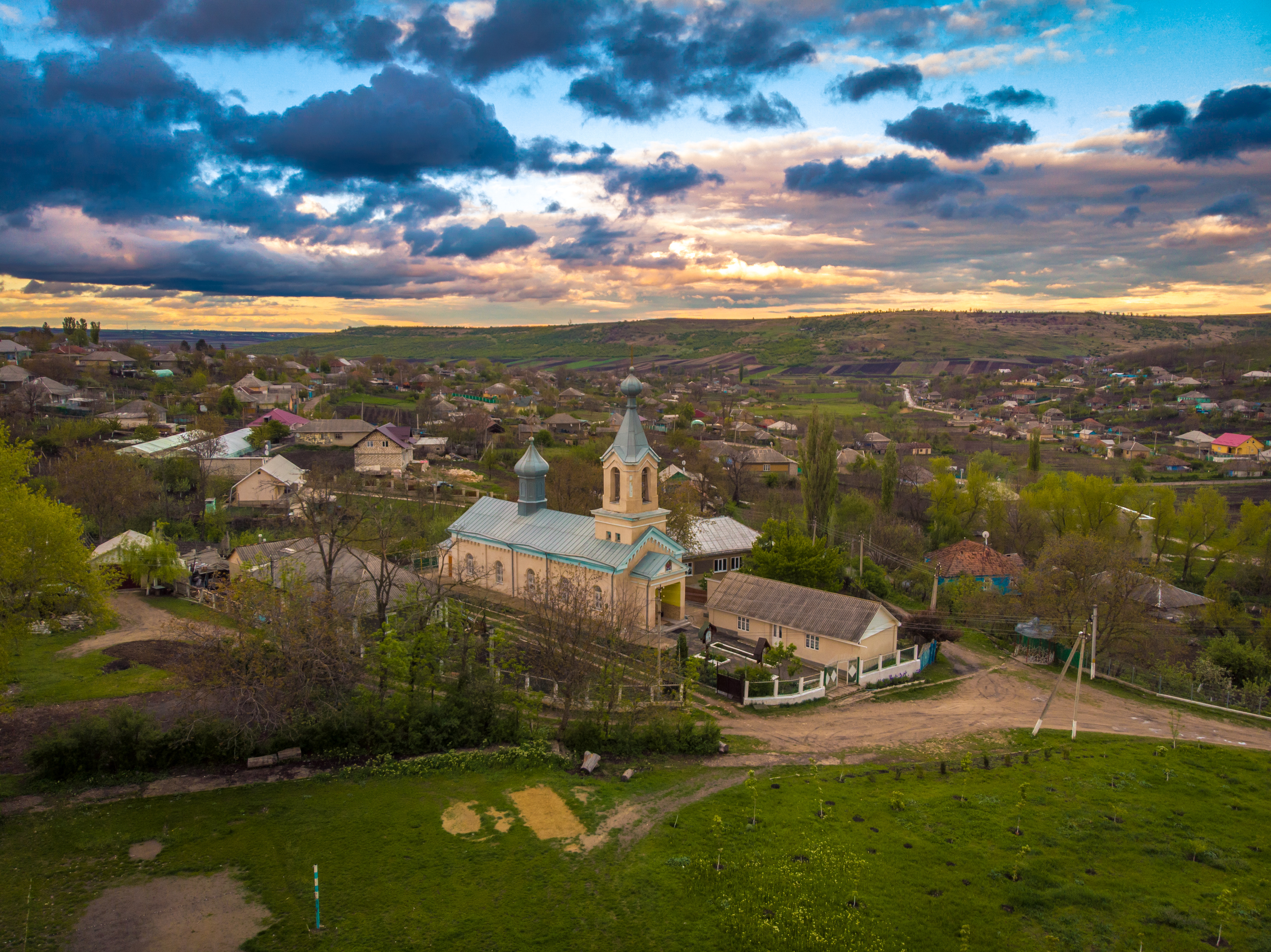
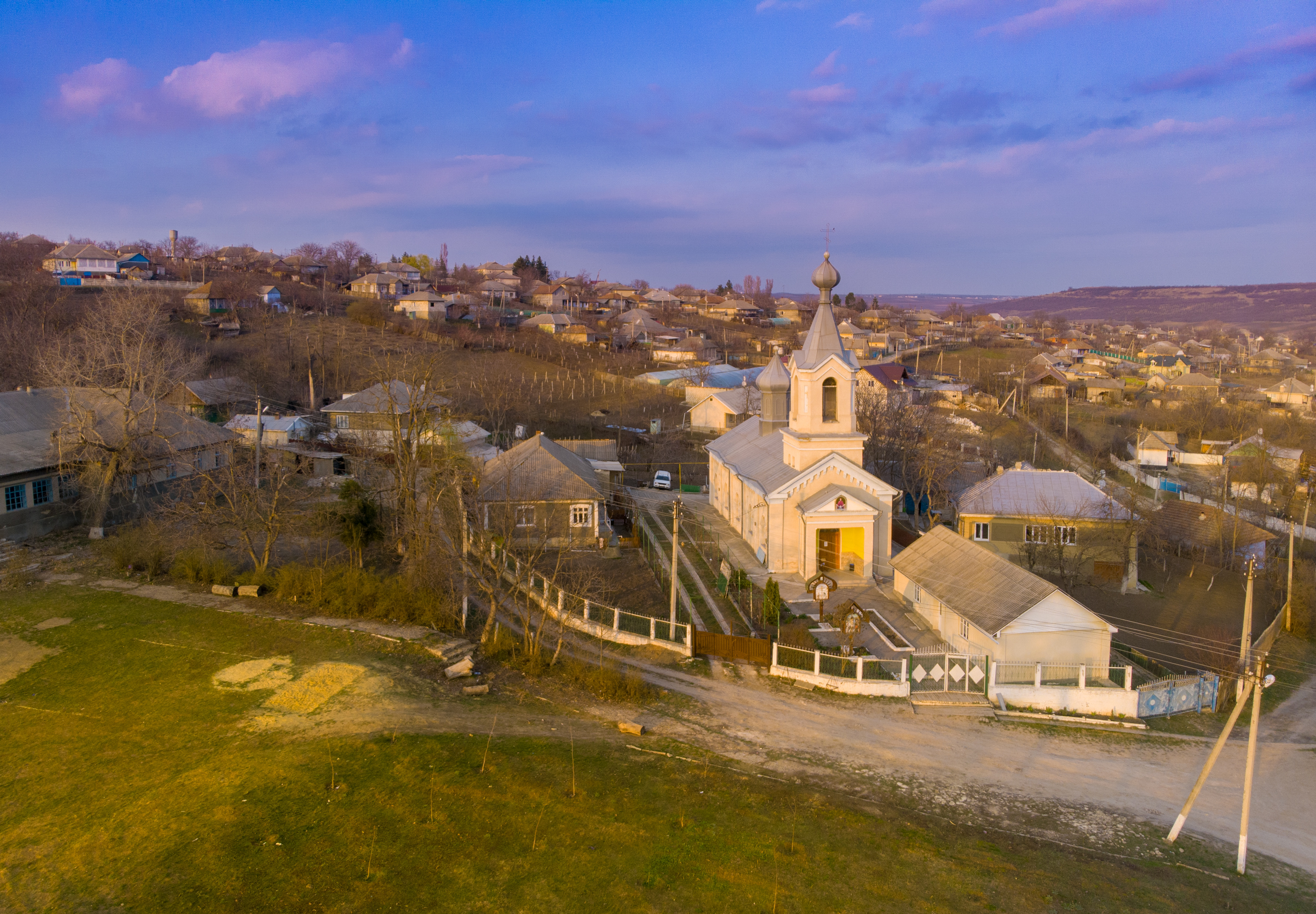
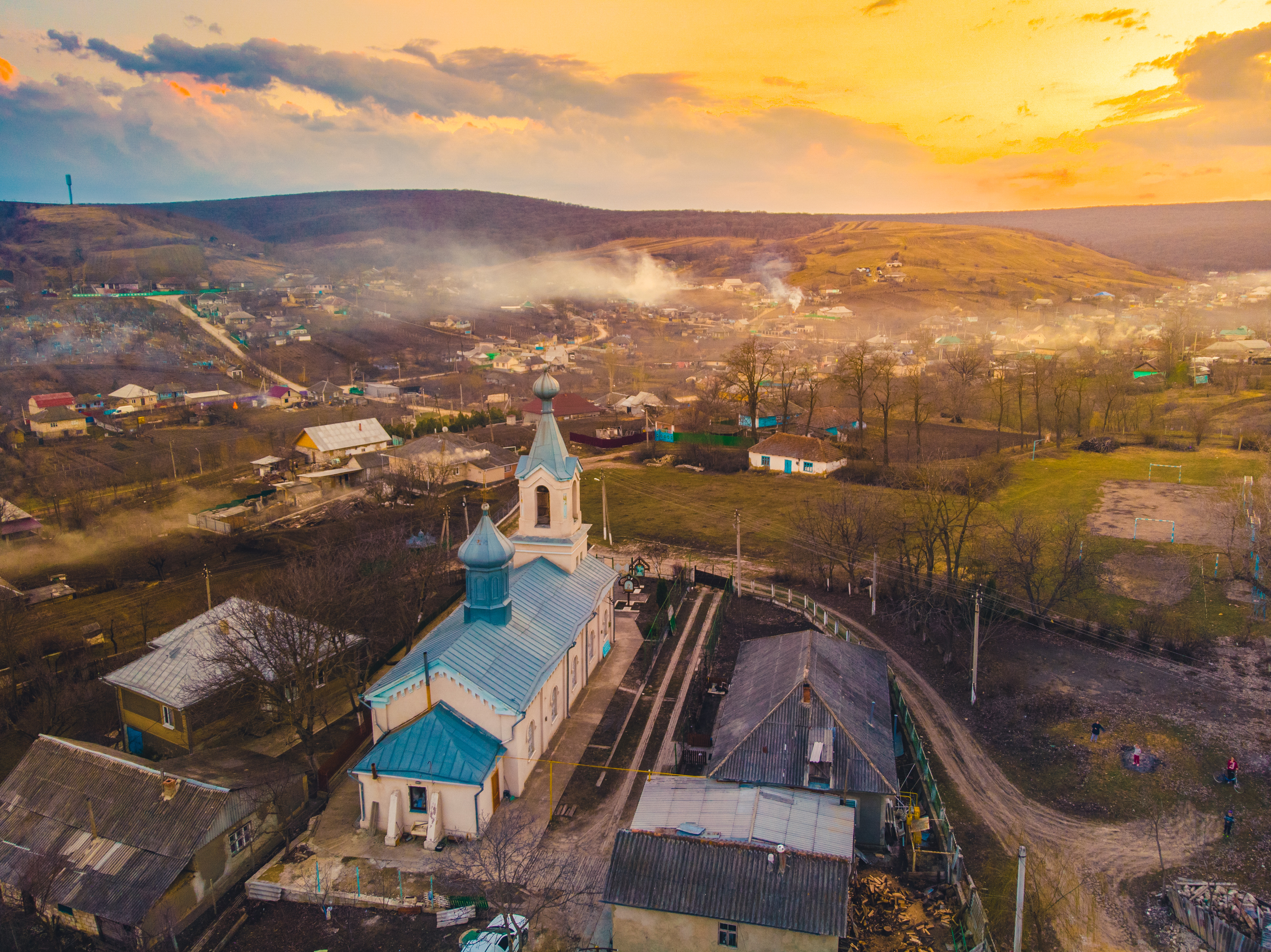
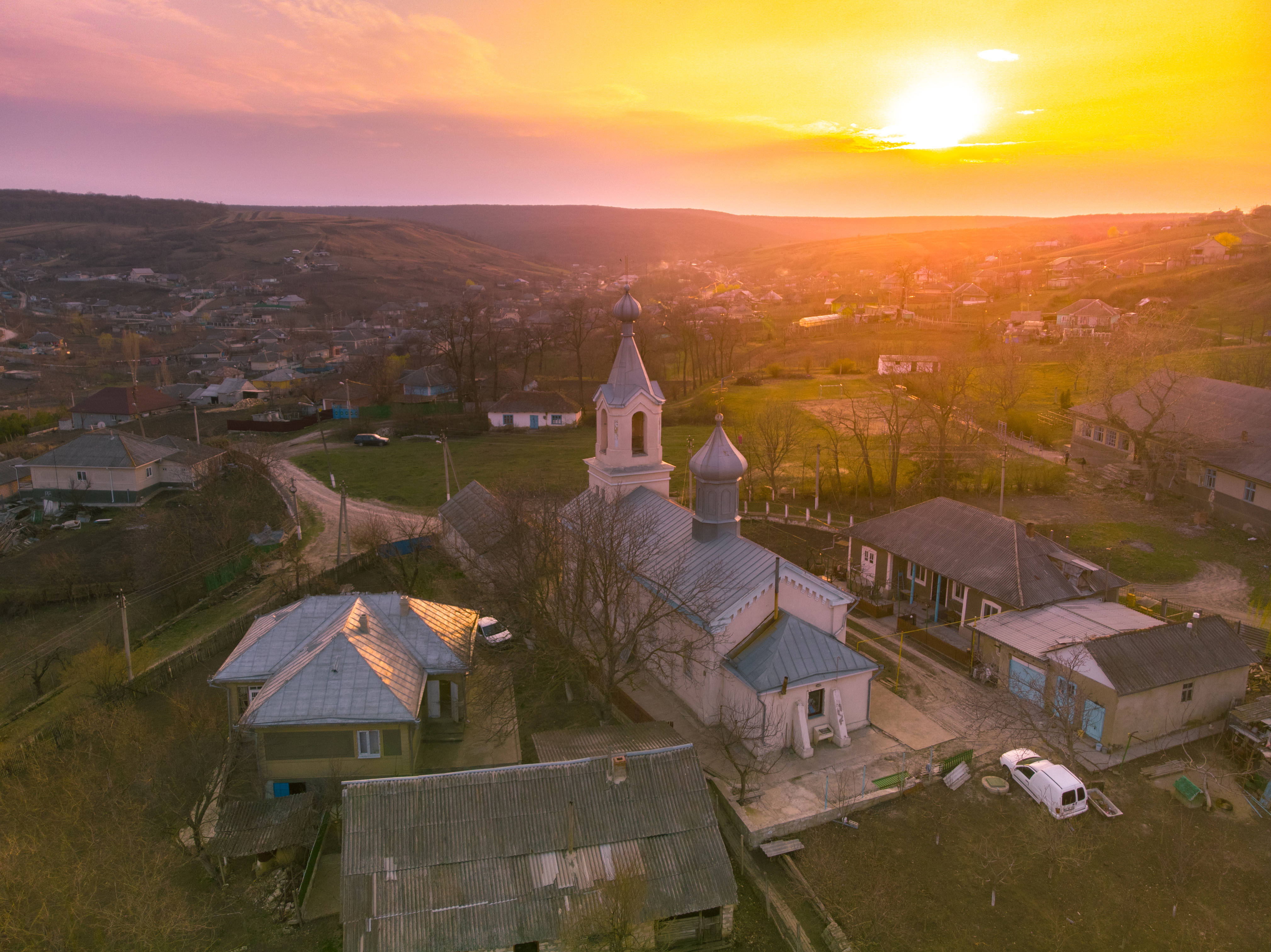
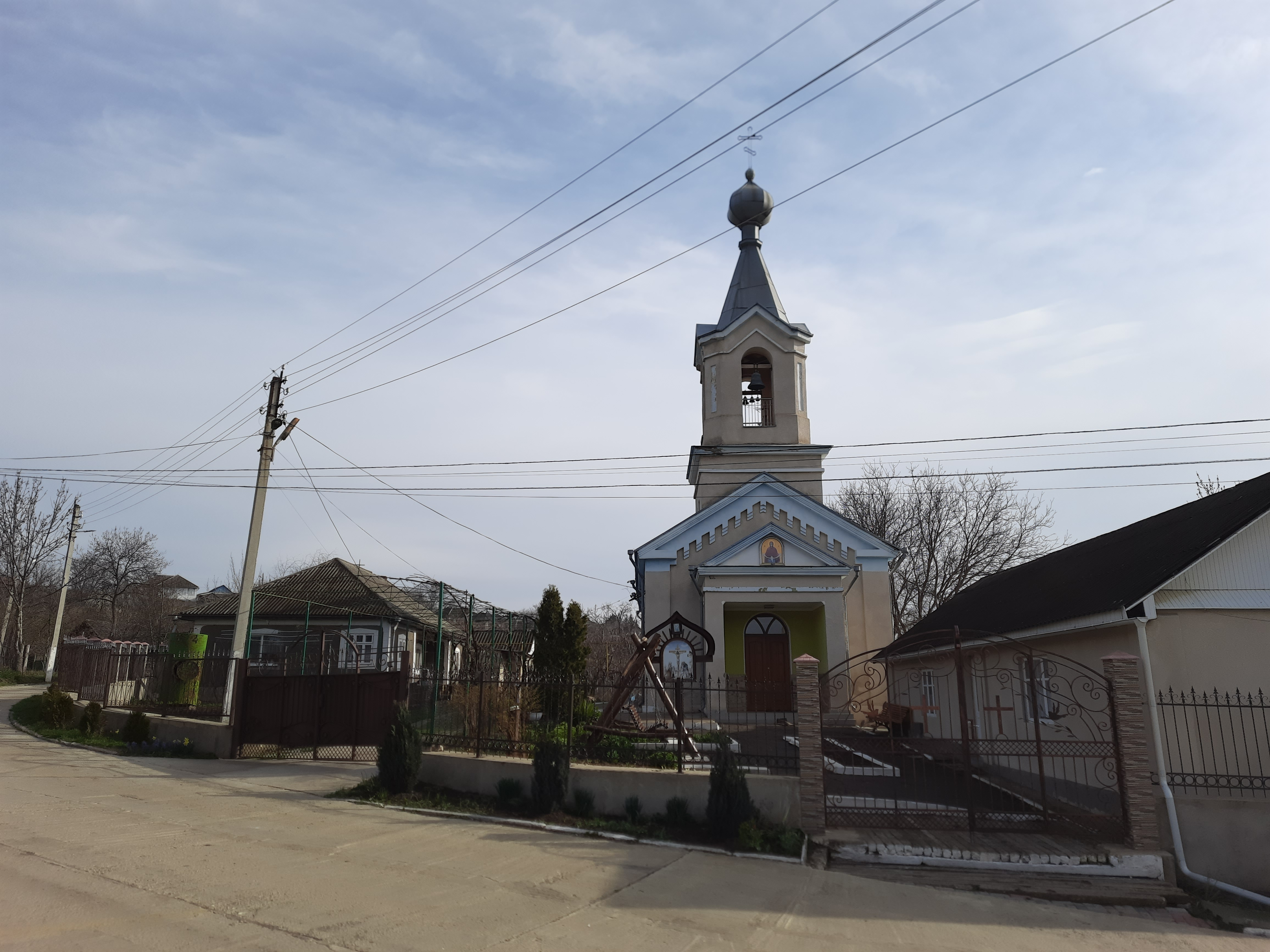

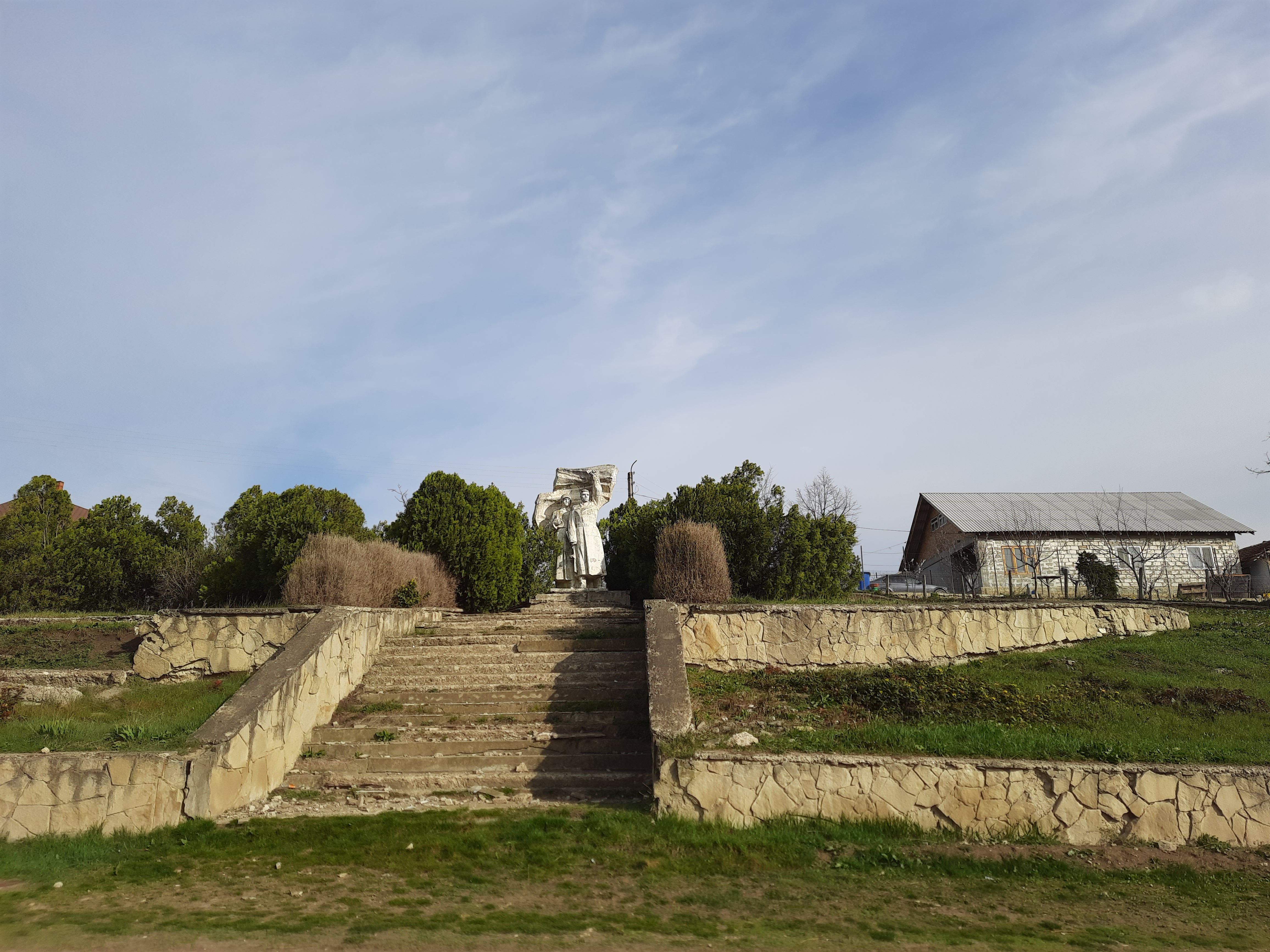
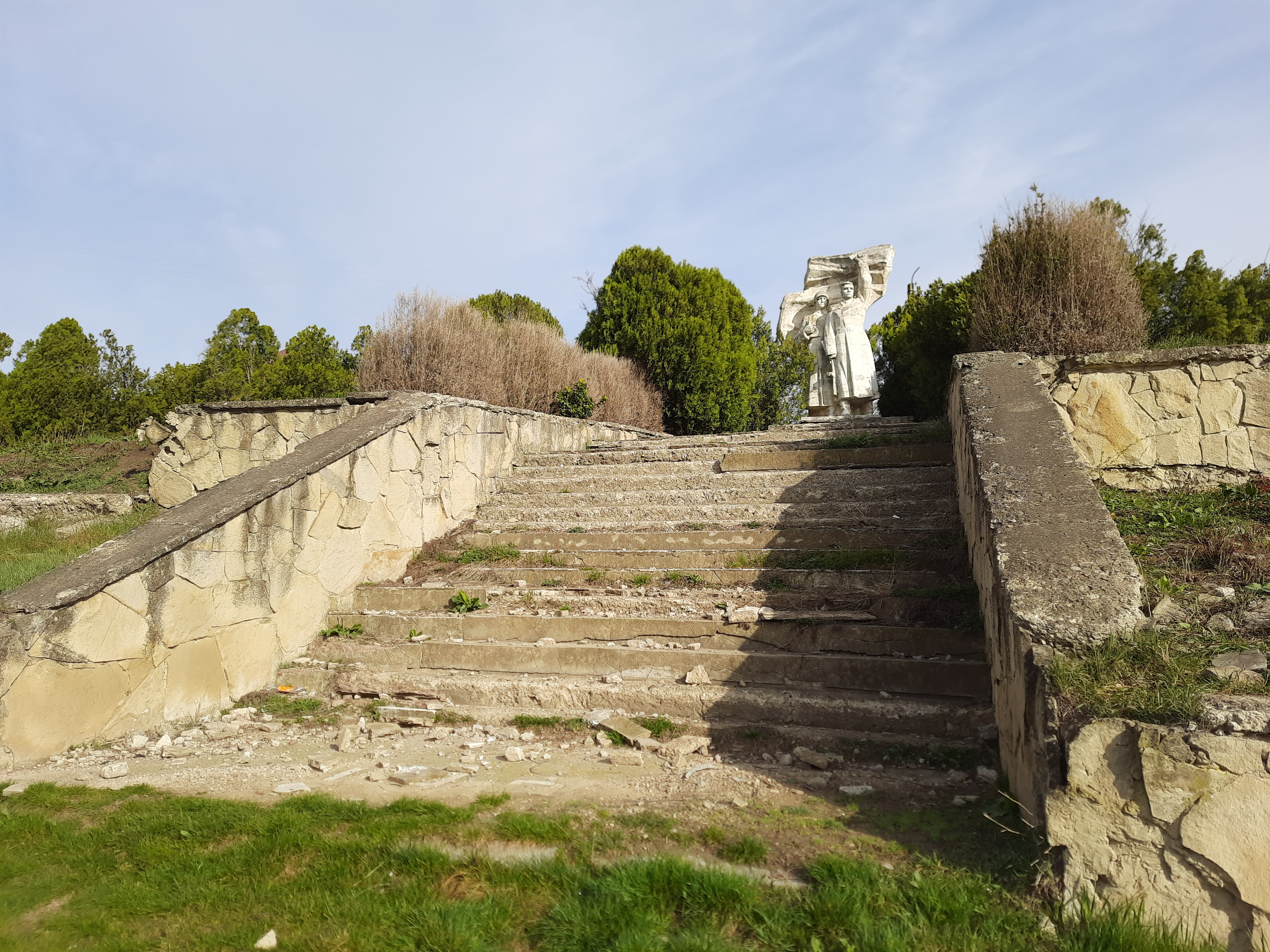
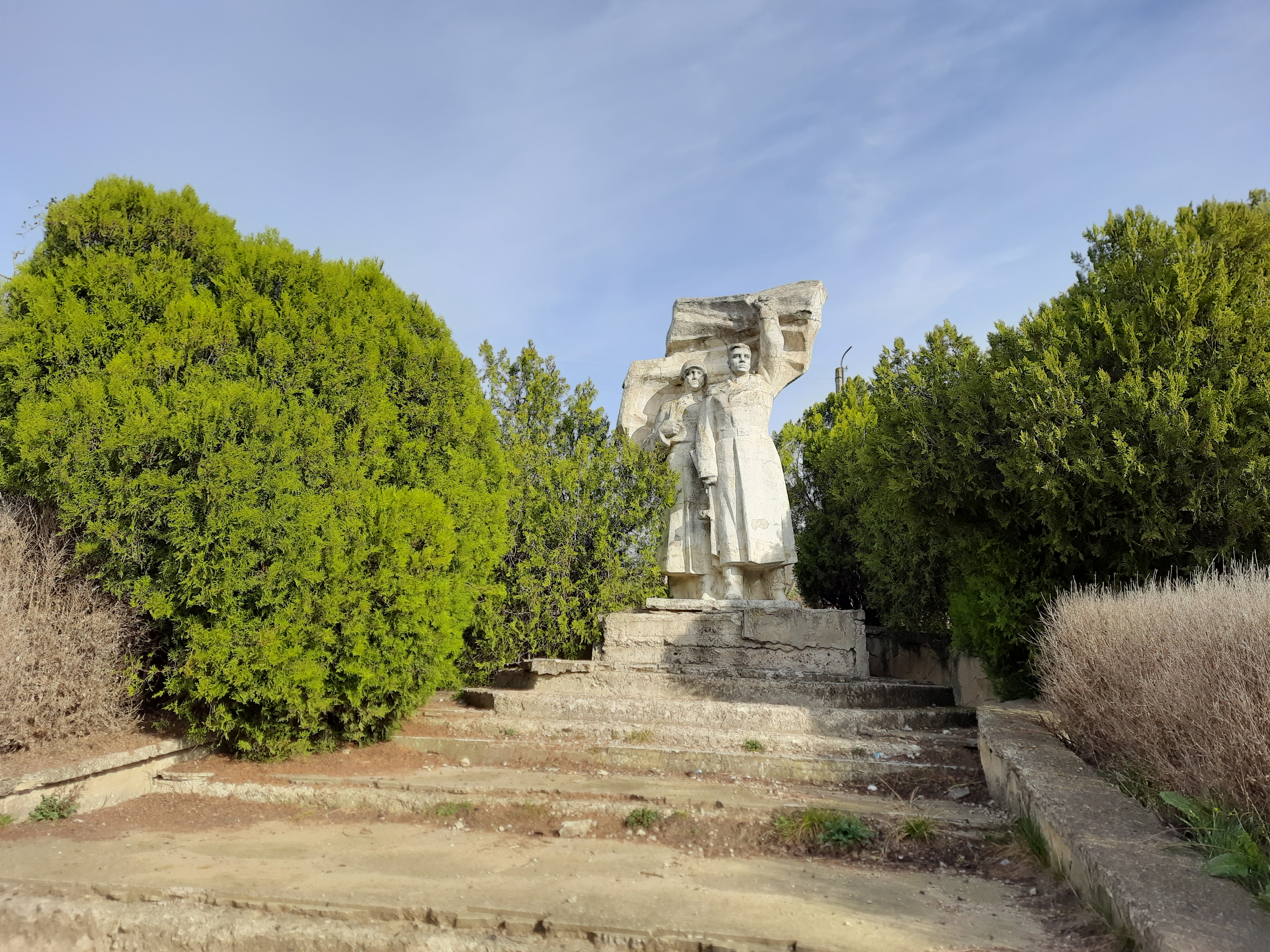
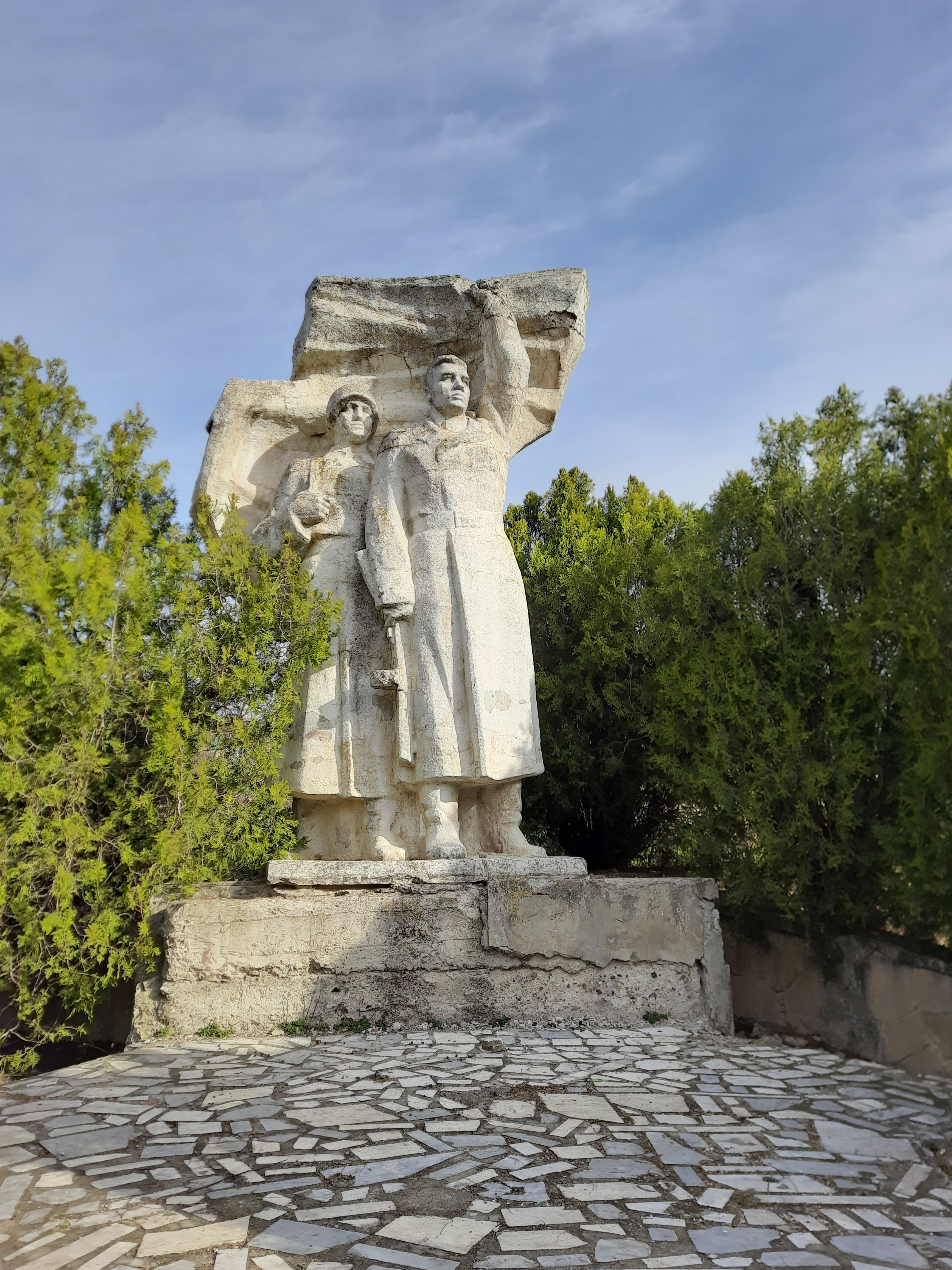

Biserica „Adormirea Maicii Domnului” din localitate, monument ocrotit de stat.
Monument la mormântul comun al ostașilor și în memoria consătenilor căzuți în Al Doilea Război Mondial
Vederi panoramice

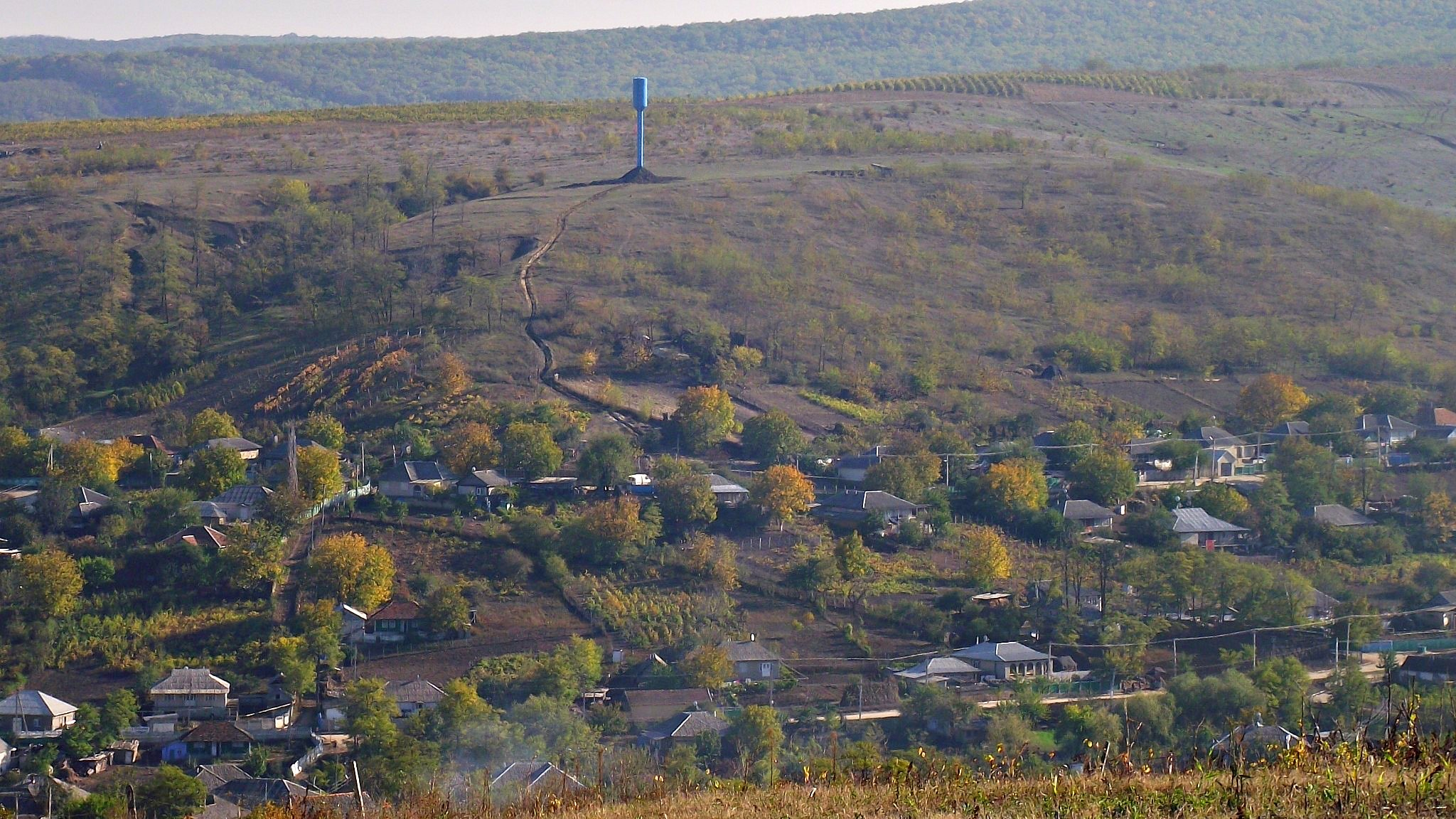
Turnul de apă
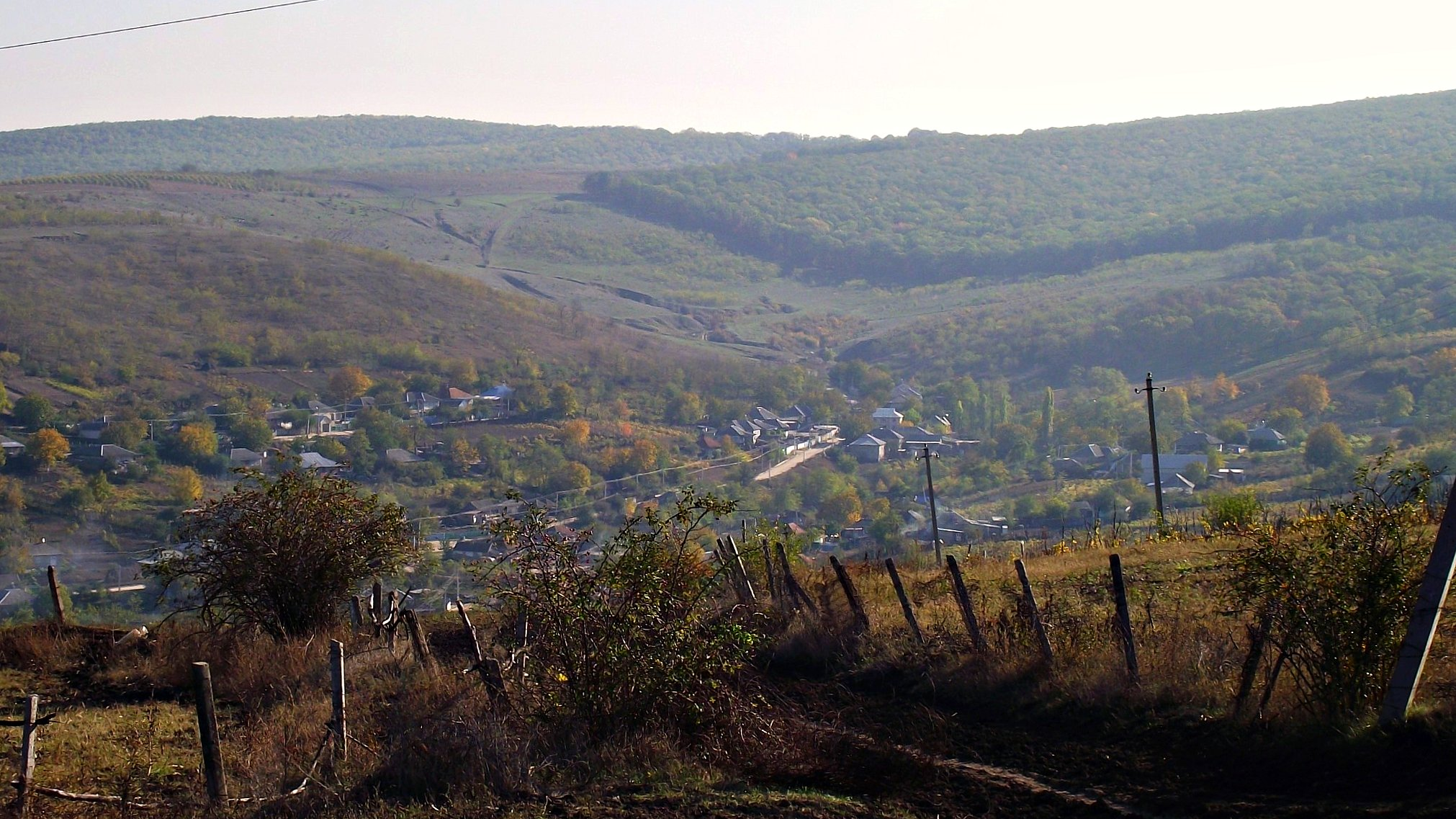
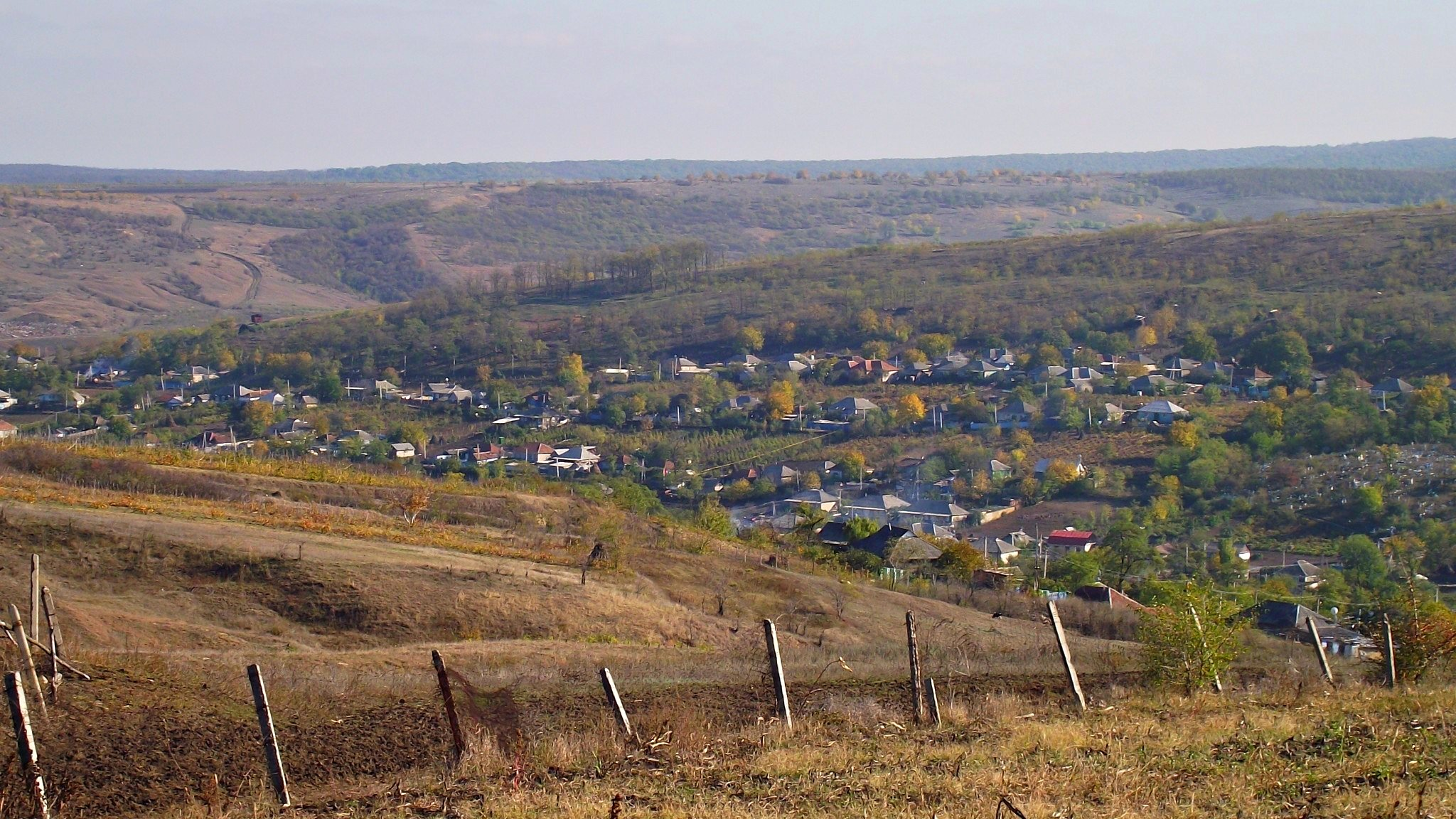
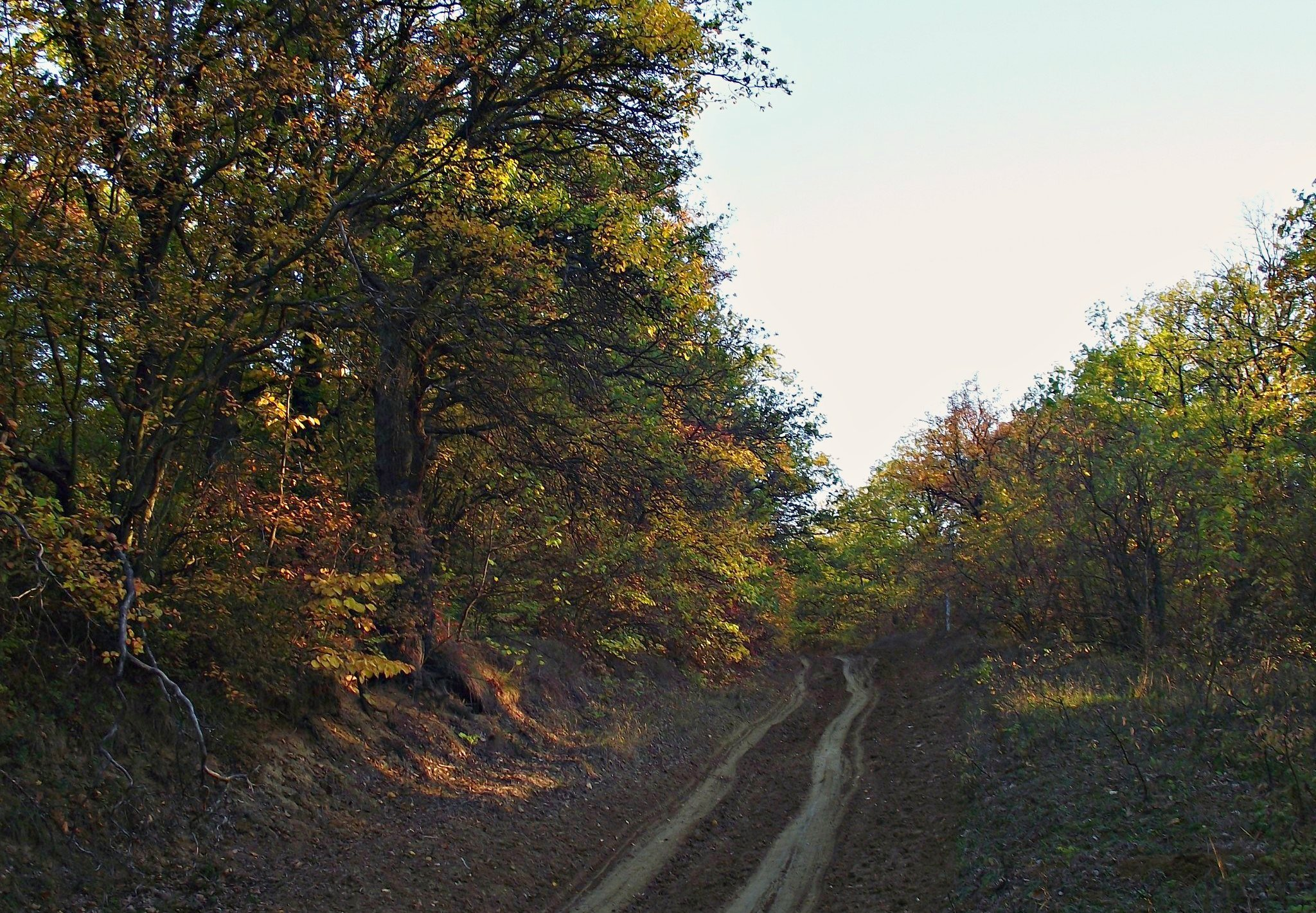
L578
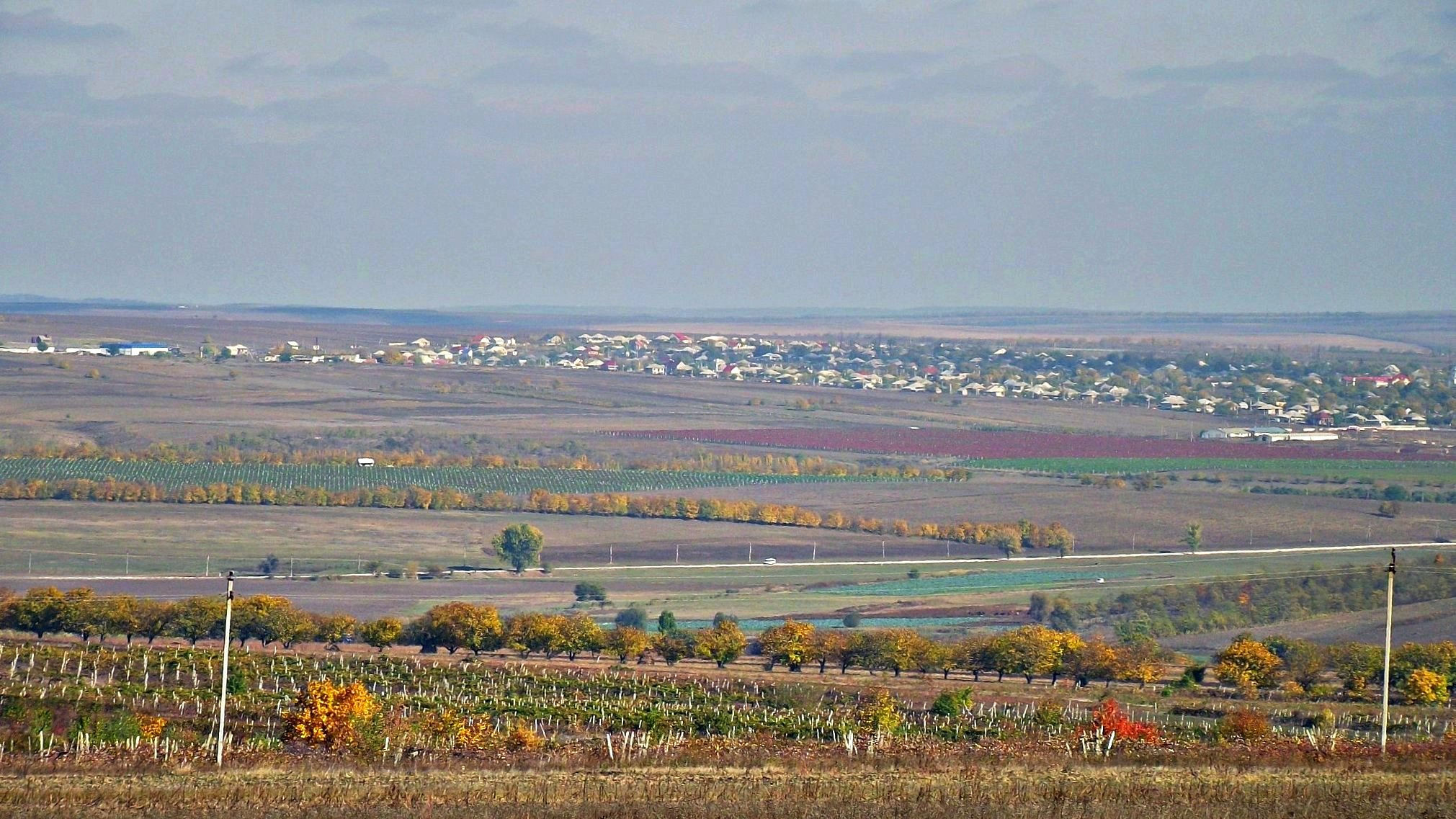
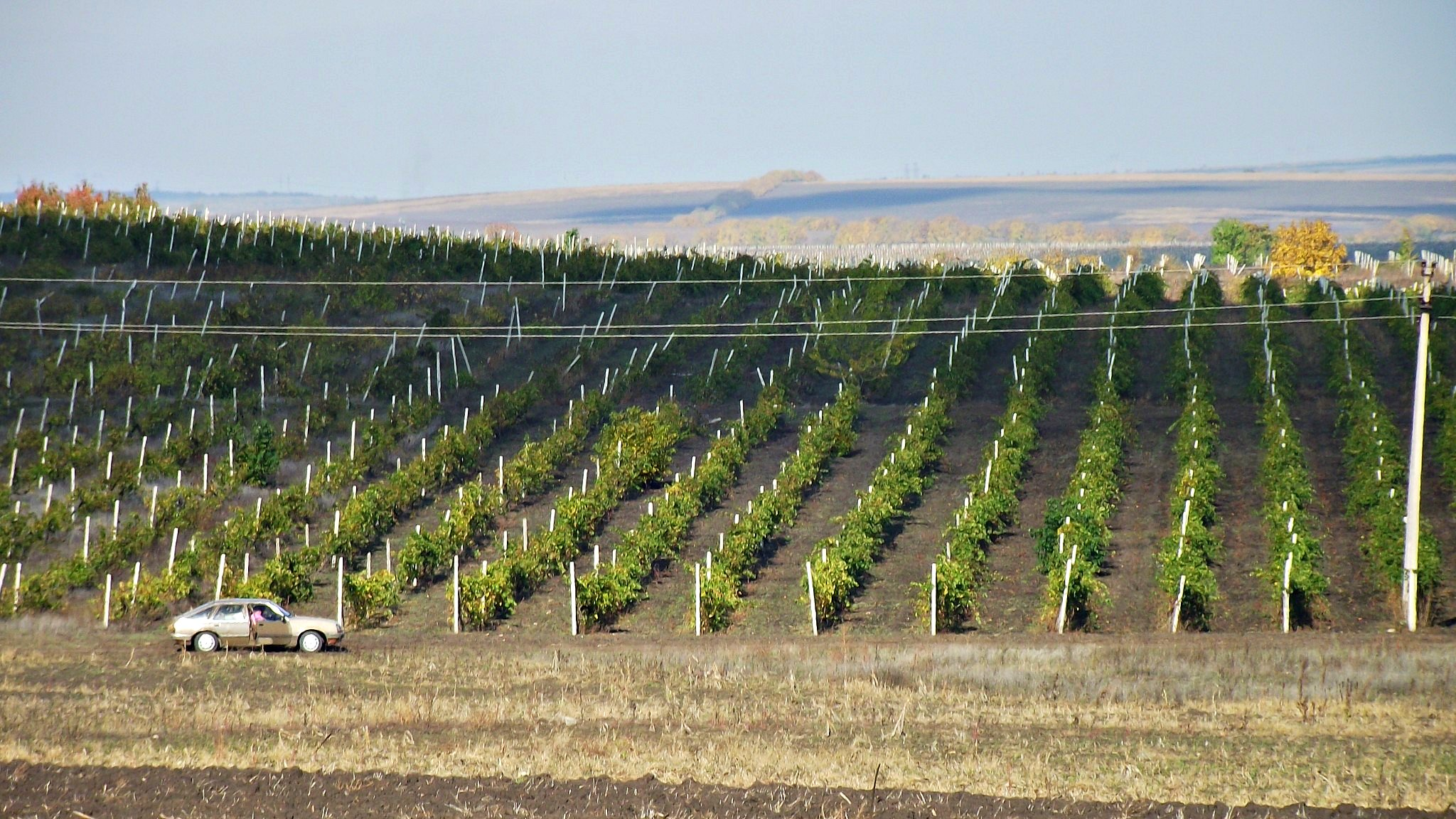
Vii pe moșia satului.

## Personalități
- Andrei Țurcanu (n. 1948), doctor în filologie, profesor universitar, poet, publicist, critic și istoric literar român. A activat și ca politician.
- Gheorghe Erizanu (n. 1967), eseist, jurnalist, publicist, om de afaceri, om de cultură și scriitor român din Chișinău, fondator și director al editurii Cartier, Republica Moldova.